# Mekanik-Pigen
|  | Denne artikel er oprettet af botten Steenthbot ud fra en ekstern database. Den kan derfor have sproglige fejl eller mangler. Denne skabelon kan fjernes efter kontrol af indholdet. |

Mekanik-Pigen er en dansk kortfilm fra 1919 instrueret af Lau Lauritzen Sr..

## Medvirkende
- Oscar Stribolt
- Johanne Fritz-Petersen
- Lauritz Olsen
- Rasmus Christiansen